# Kehlsteinhaus
La Kehlsteinhaus (en français : la « maison du Kehlstein ») est un bâtiment historique situé au-dessus de Berchtesgaden, dans les Alpes bavaroises en Allemagne. Ressemblant à un chalet, il fut construit en 1937-1938 d'après les plans de l'architecte Roderich Fick afin de servir aux réceptions et aux représentations pour le parti nazi.
La Kehlsteinhaus est plus connue en français sous le nom de « Nid d’Aigle », pour sa position au sommet d'un étroit éperon rocheux (le Kehlstein) sur le flanc occidental du Göll, une montagne des Alpes de Berchtesgaden. Ce surnom lui fut donné par André François-Poncet, ambassadeur de France en Allemagne, lors d'une visite qui l'impressionna.
La Kehlsteinhaus se trouve à quelques kilomètres de l'emplacement du Berghof, une des principales résidences d'Adolf Hitler, avec laquelle on a souvent tendance à la confondre, alors que Hitler ne s'est rendu à la Kehlsteinhaus que très rarement. Cette confusion est probablement due au surnom poétique de Nid d'Aigle, qui lui a été initialement attribué en français.

## Historique

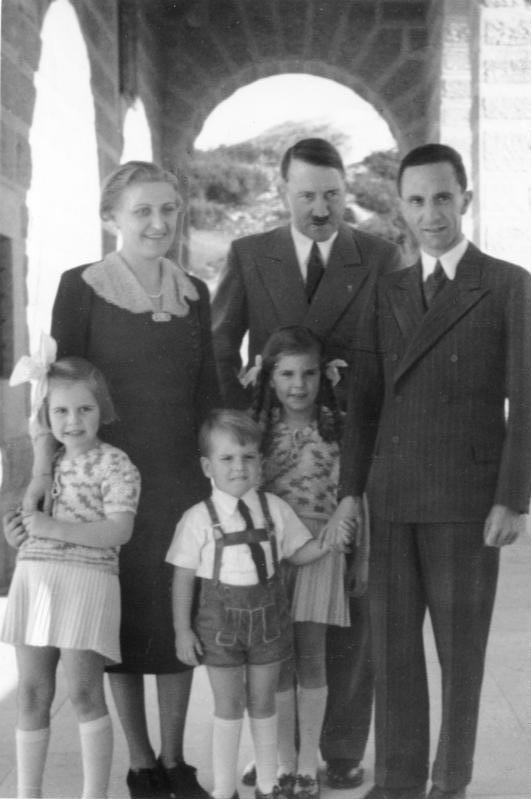
Hitler et la famille Goebbels à la Kehlsteinhaus, 1938.

Obersalzberg était un des lieux de villégiature préférés d'Adolf Hitler depuis le début des années 1920. Après la prise de pouvoir par les nazis en 1933, tout le domaine a été entièrement remodelé. La construction de la Kehlsteinhaus, d'une voie d'accès et d'un ascenseur, a commencé en 1937 à l'initiative de Martin Bormann, à cette date adjoint du chef de la chancellerie du parti nazi (Rudolf Hess, proche de Hitler, et qui est aussi l'un des dix-huit Reichsleiter), cela dans le but de créer un centre de conférences et non, comme le veut la légende, une « maison de thé » pour le Führer.
Des travaux colossaux sont effectués par l'entreprise de bâtiment Hochtief pour parvenir à cet objectif : le bâtiment est situé au sommet de la montagne dénommée Kehlstein, à une altitude de 1 834 mètres. Une route, longue de 6,5 km et comprenant cinq tunnels, est construite sous la direction de l'inspecteur général Fritz Todt pour accéder à une plate-forme d'où part un tunnel de 124 mètres creusé dans la roche granitique. Celui-ci mène à un ascenseur décoré de laiton poli, qui conduit au sommet, quelque 120 mètres plus haut, en l'espace de quarante secondes. Lors de la construction, il y eut douze accidents de travail mortels.
Les locaux de la Kehlsteinhaus ont été décorés de roches de calcaire[réf. souhaitée] et de bois de pin. La grande pièce de réception est dominée par une cheminée de marbre rouge, offerte par Benito Mussolini. La plupart des meubles — utilisés sans le consentement de leur concepteur — ont été dessinés par le designer hongrois Paul László, qui avait dû fuir le nazisme.
L'ensemble des travaux a été réalisé en moins de treize mois ; contrairement à une opinion très répandue, l'inauguration officielle de l'édifice a été faite avant la date-anniversaire des 50 ans de Hitler. Pour sa part, il ne vint pas plus de dix fois environ, dans ce lieu qui lui semblait trop éloigné.
Deux semaines avant la fin de la Seconde Guerre mondiale, le 25 avril 1945, l'ensemble des bâtiments dans la zone d'Obersalzberg a été sérieusement endommagé par un bombardement de la Royal Air Force. Néanmoins, la Kehlsteinhaus n'a pas été touchée. Le 4 mai, le bâtiment est pris par des membres de la 2e division blindée française et ensuite occupé par des forces américaines et françaises. La Kehlsteinhaus a ensuite été utilisée par les Alliés comme poste de commandement militaire jusqu’en 1949, date à laquelle il fut remis à l’État de Bavière. L'accès à l'emplacement a été libéré au printemps 1951. Le bâtiment a été attribué au Club alpin allemand qui l'a transformé en restaurant, ouvert le 17 mai 1952, et depuis très fréquenté par les touristes.

## La maison de thé

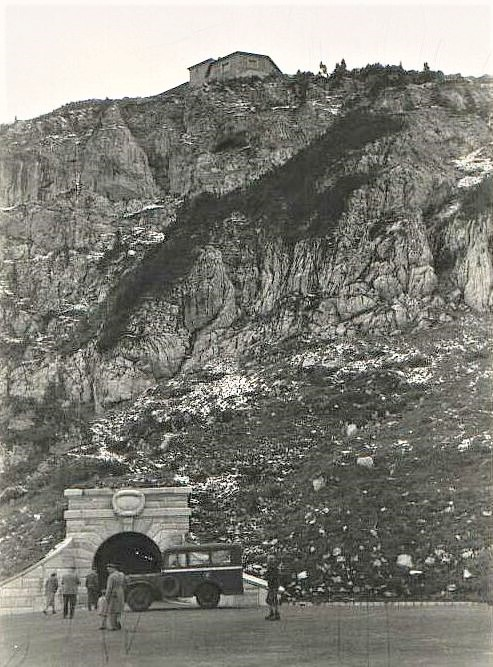
Entrée du tunnel menant à l'ascenseur permettant de monter à la Kehlsteinhaus (cliché de 1945 par un soldat de l'US Army). On aperçoit le bâtiment 120 m plus haut.

Contrairement à une erreur souvent commise, la Kehlsteinhaus n'a rien d'une maison de thé : le bâtiment n'a jamais été construit dans cette optique et Hitler ne s'y est jamais rendu à cette fin. La confusion vient de l'existence d'une maison de thé située en face du Berghof, le Teehaus am Mooslahnerkopf (de) : le Führer avait pris l'habitude de se promener à pied jusqu'à cette bâtisse modeste en compagnie de proches durant l'après-midi et d'y faire une halte, durant laquelle le chancelier et son entourage prenaient le thé.
Cet autre bâtiment, sur les pentes du Göll, fut également construit à l'initiative de Martin Bormann en 1937, à partir des plans de l'architecte Roderich Fick, au sommet d'une colline portant le nom de Moslanderkopf ; mais il semble que le nom de cette colline soit légèrement différent de celui utilisé aujourd'hui, qui est Mooslahnerkopf. En 1951-1952, la maison de thé a été entièrement détruite.

## Culture populaire et réalité
L'épisode no 10 de la mini-série Frères d'armes laisse à penser que les soldats de la Easy Company ont été les premiers soldats alliés à accéder à la Kehlsteinhaus.
D'autres unités revendiquent également le fait que leurs hommes aient atteint les premiers le Nid d'Aigle : des éléments de la 2e division blindée française, Georges Buis et Paul Repiton-Préneuf, auraient été présents dès la nuit du 4 au 5 mai 1945, et des chars d'assaut du 501e RCC, en panne, bloquèrent la route aux Américains. Les Français durent quitter les lieux le 10 sur demande du commandement américain, après avoir pris de nombreuses photographies.
La 3e division d'infanterie américaine affirma avoir été présente dès le 10 mai, ce que confirment les écrits de Herman Louis Finnell, du 7e régiment, 1re compagnie, ainsi que ceux du général Maxwell D. Taylor.
La Easy Company, du 506e régiment d'infanterie, 101e division aéroportée américaine prétend également avoir été la première.

Panorama de la Kehlsteinhaus, transformé en restaurant..